# عقد 1390 هـ
عقد 1390 هـ هو الفترة بين عام 1390 إلى 1399 في التقويم الهجري، أي العشر سنوات الأخيرة من القرن الرابع عشر الهجري.